# أمسمرير (مسمرير)
أمسمرير هي إحدى مشيخات المملكة المغربية، تتبع جغرافيا لإقليم تنغير وإداريًا لمسمرير. يقدر عدد سكانها بـ 1660 نسمة حسب الإحصاء الرسمي للسكان والسكنى لسنة 2004.